# 罢免

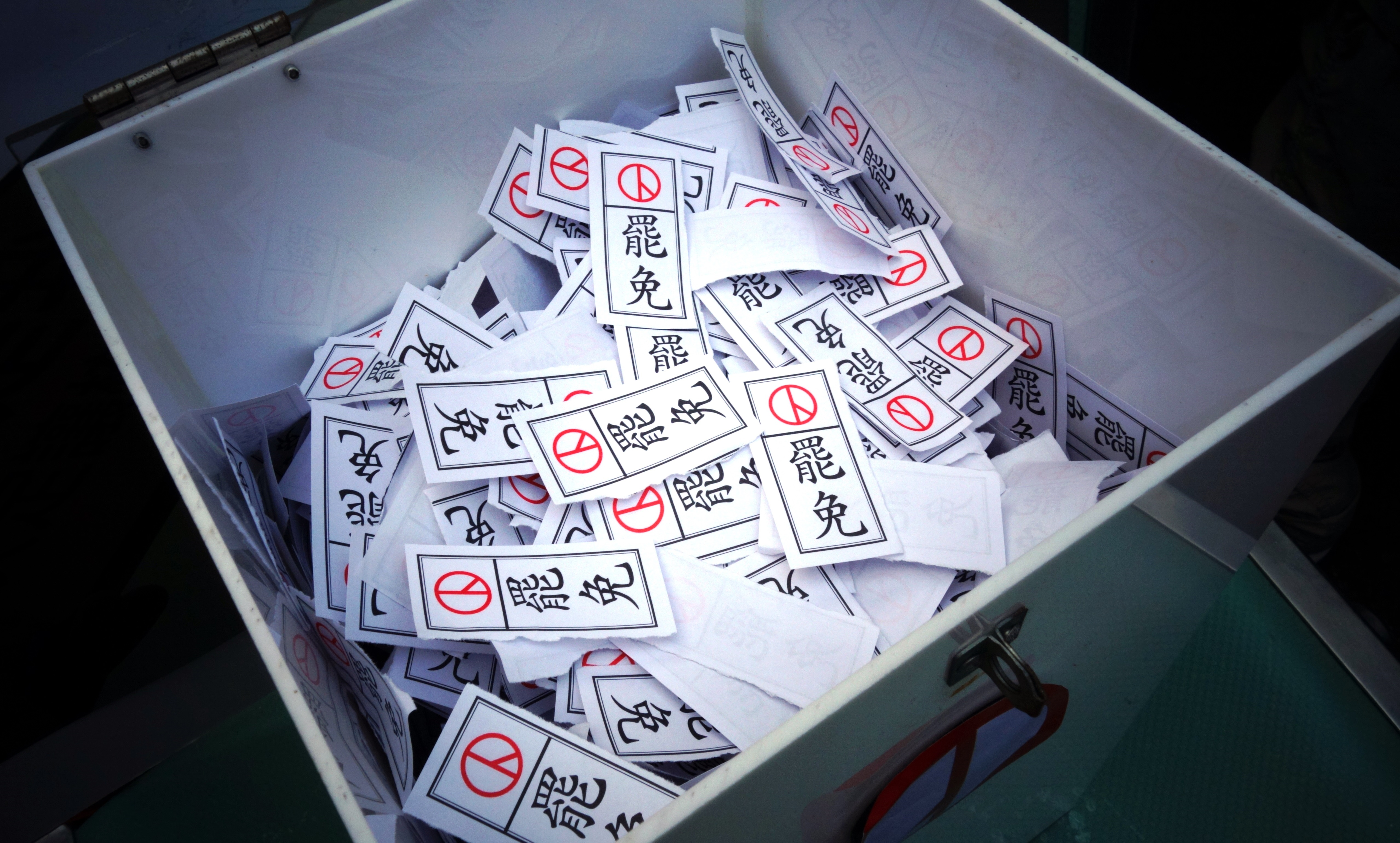
罷免民選官員或代表是人民參政權之一環

罢免选举是指为免去一位当选官员职务而进行的特别投票选举。同創制權和公民投票一样，罢免选举是19世纪末20世纪初，美国进步运动提倡的一种主要的选举改革。罷免投票與彈劾不同的是，被彈劾的官員是涉及嚴重違法事件，並由議會投票或監察機關提案免職，而罢免投票則是選民通過投票，提前結束民选官员的任期，被罷免人通常是因未積極實現政見，或有失職情形導致選民不滿。

## 美國
光是2011年一年當中，美國就舉行了150次罷免投票，有75位官員被罷免，9位官員在罷免的聲浪下辭職。
美國州長罷免投票當中，2位州長被成功罷免，分別是1921年被罷免的北达科他州州長Lynn Frazier，以及2003年加州州長Gray Davis。2012年，美國威斯康辛州州長斯考特·沃克因廢除工會的集體談判權被公民連署發動罷免，但在罷免投票中勝出，保住州長一職，是首位在罷免投票中勝出的州長。

### 成功的罷免
- 1911 罷免華盛頓州西雅圖市長Hiram Gill
- 1913 舊金山法官罷免案
- 1916 罷免愛達荷州博伊西市市長J. W. Robinson
- 1921 罷免北達科他州州長Lynn Frazier
- 1928 罷免加利福尼亞州洛杉磯市議會議員Lester R.Rice-Wray
- 1932 罷免洛杉磯的三名法官
- 1977 罷免威斯康星州麥迪遜郡法官 Archie Simonson
- 1977 罷免威斯康星州拉克羅斯市拉克羅斯學校董事會的五名成員
- 1983 罷免密歇根州參議員Phil Mastin和David Serotkin
- 1987 罷免內布拉斯加州奧馬哈市市長Mike Boyle
- 1987 罷免弗吉尼亞州朴茨茅斯市長James Holley
- 1992 罷免了拉克羅斯學校董事會的四名成員
- 1994 罷免新澤西州河谷市的官員：沃爾特·瓊斯(Walter Jones)市長，女議員帕特里夏·蓋爾(Patricia Geier)和議員伯納德·薩蒙(Bernard Salmon)
- 1995 罷免加利福尼亞州議員保羅·霍徹（Paul Horcher）
- 1995 罷免加利福尼亞州議會議長多麗絲·艾倫（Doris Allen）
- 1996 罷免德克薩斯州卡羅爾頓市市長加里·布蘭切特(Gary Blanscet)和市議員琳達·考德威爾(Linda Caldwell)、伯尼斯·弗朗西斯(Bernis Francis)、斯坦·漢普頓(Stan Hampton)、鮑勃·諾文斯基(Bob Novinsky)以及伯特·科特(Bert Colter)和斯坦·塞維爾(Stan Sewell)
- 1996 罷免威斯康星州州參議員喬治·皮塔克(George Petak)
- 1998 罷免阿拉斯加北極市市長蒂姆·彼得斯(Tim Peters)
- 2002 罷免密歇根州弗林特市市長Woodrow Stanley
- 2002 罷免威斯康辛州密爾沃基郡的多名當選官員，其中包括托馬斯·安門（Thomas Ament）, Karen Ordinans, Penny Podell，LeAnn Launstein，David Jasenski，Kathy Arciszewski，James McGuigan和Linda Ryan。
- 2003 罷免加利福尼亞州州長Gray Davis
- 2003 罷免威斯康辛州州議員加里·喬治(Gary George)
- 2005 罷免華盛頓州斯波坎市市長James E. West
- 2006 罷免新澤西州羅斯福市市長Neil Marko。
- 2008 罷免俄勒岡州阿靈頓市市長Carmen Kontur-Gronquist。
- 2010 罷免弗吉尼亞州樸次茅斯市市長James Holley。
- 2010 罷免俄亥俄州樸次茅斯市市長Jane Murray
- 2011 罷免佛羅里達州邁阿密戴德郡市長卡洛斯·阿爾瓦雷斯（Carlos Alvarez）。
- 2011 罷免邁阿密戴德郡專員Natacha Seijas。
- 2011 罷免威斯康辛州州參議員蘭迪·霍珀（Randy Hopper）
- 2011 罷免威斯康星州州參議員Dan Kapanke
- 2011 罷免俄勒岡州科尼利厄斯市市長尼爾·奈特(Neal Knight)以及市議員Mari Gottwald和Jamie Minshall
- 2011 罷免了德克薩斯州基林市當選的多名官員，其中包括Pro Tem Scott Cosper市長和四名市議會議員。
- 2011 罷免亞利桑那州參議員拉塞爾·皮爾斯（Russell Pearce）
- 2011 罷免密歇根州州眾議員Paul Scott
- 2012 罷免了加利福尼亞市富勒頓市議員唐·班克黑德(Don Bankhead)，F。理查德·“迪克”·瓊斯(F. Richard "Dick" Jones)和帕特里克·麥金萊(Patrick McKinley)。
- 2012 罷免威斯康星州希博伊根市市長鮑勃·瑞安
- 2012 罷免威斯康星州州參議員範·H·旺加德的召回事件
- 2012 罷免密西根州特洛伊市長珍妮絲·丹尼爾斯
- 2012 罷免科羅拉多州Saguache郡文員兼唱片公司Melinda Myers。
- 2013 罷免科羅拉多州民主黨參議員約翰·莫爾斯
- 2013 罷免科羅拉多州民主黨州參議員安吉拉·吉倫（Angela Giron）
- 2013 罷免路易斯安那州艾倫港市長Deedy Slaughter
- 2014 罷免馬薩諸塞州福爾里弗市市長William A.Flanagan
- 2014 罷免華盛頓州布里奇波特市市長Marilynn Lynn
- 2015 罷免馬薩諸塞州索格斯的四名候選人
- 2015 罷免科羅拉多州傑佛遜郡三名學校董事會成員
- 2016 罷免俄亥俄州東克利夫蘭市長兼市議會主席
- 2018 罷免馬里蘭州女議員黛安·波朗寧（Diane Polangin）鮑伊（Bowie）
- 2018 罷免在聖塔克拉拉郡的加利福尼亞高等法院法官亞倫·佩斯基（Aaron Persky）
- 2018 罷免加利福尼亞州參議員喬什·紐曼因提高汽油稅的投票而被召回
- 2018 罷免俄勒岡州托勒多市長比利·喬·史密斯（Billie Jo Smith）
- 2018 罷免新澤西州市長Mahwah威廉·拉福雷特（William Laforet）。
- 2019 罷免德克薩斯州Rusk市議會成員Jan Pate和Ken Ferrara

## 加拿大
在加拿大，不列顛哥倫比亞省省議會在1995年容許罢免选举。

## 瑞士
在瑞士，有六個州容許進行罢免选举。

## 中華人民共和國
中华人民共和国宪法规定全国人民代表大会作为最高国家权力机关，有权罢免国家主席、副主席、国务院总理、副总理、国家军委主席、军委副主席等国家领导人。1968年文化大革命期间，时任国家主席刘少奇被中共八届十二中全会撤销职务，该罢免案违反了当时宪法的规定。1980年的中共十一届五中全会宣布撤销该违宪决议。

## 中華民國
《中華民國憲法》保障人民罷免民選公職人員和罷免正副總統總統的權力，《總統副總統選舉罷免法》明定正副總統罷免制度，公職人員罷免制度則在至1975年完成 ，公民直選產生之政府首長與民意代表的去留能經由罷免、彈劾、不信任案等機制令其強制退場。臺灣曾數次發起公民罷免。
- 1953年，嘉義縣大林鎮公民成功罷免鎮民代表陳朝風。
- 1953年，苗栗縣苗栗鎮（今苗栗縣苗栗市）公民提出罷免鎮民代表郭兆才，並於8月16日舉行罷免投票通過罷免。
- 1953年，苗栗縣苑裡鎮公民提出罷免鎮民代表潘金塗，並於8月30日舉行罷免投票通過罷免。
- 1953年，臺中縣龍井鄉（今臺中市龍井區）公民提出罷免鄉民代表林成奎，並於9月20日舉行罷免投票通過罷免。
- 1954年3月10日舉行的第一屆國民大會第二次會議罷免第一屆副總統李宗仁。
- 1962年，屏東縣內埔鄉公民提出罷免鄉民代表會主席賴鄉春，並於1963年1月19日舉行罷免投票通過罷免。
- 1969年，苗栗縣通霄鎮公民提出罷免鎮民代表洪水木，並於11月15日舉行罷免投票通過罷免。
- 1979年，高雄縣內門鄉（今高雄市內門區）第三選區舉行地方自治史上第一次罷免公職當選人投票，並在7月28日成功罷免前一年當選的鄉民代表游陳秋香。[4]
- 1993年，臺北縣汐止鎮（今新北市汐止區）公民提出罷免鎮民代表會副主席黃錦文，並於6月22日舉行罷免投票通過罷免。
- 1994年，反核團體發動罷免擁核立委，包括台北縣立委林志嘉、洪秀柱、詹裕仁、韓國瑜等4人及台北市立委魏鏞，但在連署期間，立法院兩次修法，先通過「罷免案不能跟其他選舉一起投票」之規定，又在10月將罷免案各項門檻上修，其中提案與連署門檻，在當時的選制下，變成原本的10倍以上，而投票與通過門檻也從「1/3以上投票，同意票多於反對票」，變成「1/2以上投票，同意票超過1/2」，11月27日臺北縣4名立委的罷免案進行投票，僅獲得約2成的投票率，1995年1月2日北市立委的罷免案進行投票，投票更僅有8.62％，2案均因為未達投票門檻而無法通過。
- 2003年，雲林縣林內鄉鄉長陳河山因為涉嫌貪汙遭罷免，通過第1階段門檻，但最後仍因為投票率不夠高未過第2階段門檻[5] 。
- 2013年，馮光遠等人發起憲法133實踐聯盟，對立委吳育昇提出罷免案，並通過第1階段提議連署，但第2階段罷免連署未達門檻而未送案。
- 2014年，5月開始對立委蔡正元、林鴻池、吳育昇3人進行罷免提案連署，其中對林鴻池、吳育昇的第2階段罷免連署未達門檻而未送件，對蔡正元的罷免連署則順利進入第3階段罷免投票，在2015年2月14日投票，因投票率為24.98%不足50%，依法罷免案遭否決[6]。
- 同樣在2014年，「全面罷免」於5月對立委蔡錦隆進行罷免提議連署，並於12月18日送出6322份提議連署書[7]。割闌尾計畫在6月初先後對立委黃昭順與立委林國正進行罷免提議連署。而桃園也有針對立委廖正井的罷免連署。
- 2016年11月，第九屆立法院修正罷免條文。刪除罷免活動不得宣傳外，罷免提出門檻由總選舉人總數2%降至1%，連署門檻由總投票人數13%，下修至10%，罷免通過門檻由投票率二分之一、同意票過半，改為同意票多於總選舉人的四分之一[8]。
- 2017年10月，由安定力量發起對黃國昌的罷免連署通過門檻。2017年12月16日投票，總投票人數為70,924人，同意票為48,693票，不同意票為21,748票，無效票為483票，投票率為27.75%。由於未達法定同意的63,888票門檻，依法遭否決。
- 2020年4月，由罷韓四君子發起的高雄市第三屆市長韓國瑜罷免案第二階段連署由中選會宣告通過，並於6月6日舉行罷免投票通過罷免，韓國瑜成為中華民國歷史上第一位遭罷免的直轄市市長[9]。
- 2020年5月，宜蘭縣員山鄉中華村村民提出罷免村長許正東，並於7月4日舉行罷免投票通過罷免。
- 2021年1月16日，桃園市議員王浩宇的罷免案通過[10]。
- 2021年2月6日，高雄市議員黃捷的罷免案不通過[11]。
- 2021年10月23日，台中市立法委員陳柏惟的罷免案通過。成為中華民國史上第一位被罷免成功的立法委員。
- 2022年1月9日，台北市立法委員林昶佐的罷免案不通過。
- 2024年10月13日，基隆市市長謝國樑的罷免案不通過。
- 2025年，因為立法院台灣民眾黨黨團與中國國民黨黨團合作通過的國會改革法案和憲法訴訟法、公職人員選舉罷免法、財政收支劃分法的修正引發了爭議，導致以罷免幾乎所區域立法委員法委員為目標的大罷免潮的出現[12]。2025年7月26日，舉行第11屆立法委員（24人）暨第11屆新竹市市長高虹安罷免案的投票與開票[13]，結果為全數不通過[14]。

## 委內瑞拉
在委內瑞拉，2000年後通過的委內瑞拉憲法，需以罢免选举作為罢免委內瑞拉總統的方式，取代過去由委內瑞拉國會彈劾總統的權力。2000年委內瑞拉憲法設立了罷免總統的全國公民投票制度—也就是委內瑞拉的人民能夠以公民投票的方式提前撤換總統。這樣的公民投票必須有一定數量的連署才能發起。憲法的條款要求必須收集20%選民的簽名才能發起罷免公投。在2004年實行過一次，但並未成功。